# Sterculia stipulifera
Sterculia stipulifera là một loài thực vật có hoa trong họ Cẩm quỳ. Loài này được Ducke miêu tả khoa học đầu tiên năm 1925.